# Gabriel Morbeck
Gabriel Argolo Morbeck (sinh ngày 20 tháng 8 năm 1997) là một cầu thủ bóng đá chuyên nghiệp người Brasil hiện đang thi đấu cho câu lạc bộ Quy Nhơn Bình Định tại V.League 1 ở vị trí tiền đạo.

## Sự nghiệp câu lạc bộ
Gabriel Morbeck gia nhập Roasso Kumamoto đầu năm 2017, sau khi trải qua toàn bộ sự nghiệp cùng với Vitória ở Brasil.

## Thống kê sự nghiệp

### Câu lạc bộ
Tính đến 18 tháng 4 năm 2018.
| Câu lạc bộ      | Mùa giải | Giải vô địch | Giải vô địch | Giải vô địch | Cúp     | Cúp       | Châu lục | Châu lục  | Khác    | Khác      | Tổng    | Tổng      |
| Câu lạc bộ      | Mùa giải | Hạng đấu     | Số trận      | Bàn thắng    | Số trận | Bàn thắng | Số trận  | Bàn thắng | Số trận | Bàn thắng | Số trận | Bàn thắng |
| --------------- | -------- | ------------ | ------------ | ------------ | ------- | --------- | -------- | --------- | ------- | --------- | ------- | --------- |
| Roasso Kumamoto | 2017     | J2 League    | 6            | 0            | 0       | 0         | –        | –         | 0       | 0         | 6       | 0         |
| Júbilo Iwata    | 2018     | J1 League    | 0            | 0            | 1       | 0         | 0        | 0         | 0       | 0         | 1       | 0         |
| Tổng            | Tổng     | Tổng         | 6            | 0            | 1       | 0         | 0        | 0         | 0       | 0         | 7       | 0         |

Ghi chú
1. ↑  Số lần ra sân ở J. League Cup